# Académie royale des beaux-arts de Liège
Die Königliche Kunstakademie Lüttich, franz. Académie royale des beaux-arts de Liège, ist eine Kunsthochschule in der belgischen Stadt Lüttich.

## Geschichte
Die Akademie entstand 1775 unter der Schirmherrschaft des Fürstbischofs von Lüttich, Franz Karl von Velbrück, eines der Aufklärung zugeneigten und kunstsinnigen Klerikers, der 1772 als Kandidat Maria Theresias auf den Lütticher Stuhl gekommen war. Zu dem Gründungskollegium der Akademie gehörten die Maler Léonard Defrance und Nicolas-Henri Joseph de Fassin (1728–1811), der Bildhauer Guillaume Evrard (1710–1793) und der Architekt Jacques-Barthélemy Renoz (1729–1786). Erster Direktor wurde Defrance, dann der Kupferstecher Joseph Dreppe (1837–1810). Nachdem das Hochstift Lüttich 1795 von Frankreich annektiert worden war, führte man die Akademie als Zentralschule des Département Ourthe fort. Der Architekt Francois-Joseph Dewandre (1758–1835) wurde nach einer Weile dort Direktor. 1808 formte man die Schule zu einem französischen Lycée um. Dort unterrichtete auch der Maler Philippe Augustin Hennequin, ehe es in der Zeit des Königreichs der Vereinigten Niederlande zu einem Niedergang kam.
Ab 1819 bemühte sich die Lütticher Société libre d’Émulation um eine Wiederherstellung der künstlerischen Ausbildung. 1820 eröffnete eine Zeichenschule, auch Académie royale de dessin genannt, mit rund fünfzig Studenten und Dewandre als Direktor. Nach dessen Tod initiierte der Lütticher Bürgermeister Louis Jamme (1779–1848) zusammen mit engagierten Bürgern die Errichtung einer neuen Académie des beaux-arts de Liège. Als deren Direktor wurde 1836 der Maler Barthélemy Vieillevoye berufen. Weitere Lehrer waren die Maler Gilles-François Closson (1786–1842), die Bildhauer Lambert Herman (1802–1870) und Louis-Eugène Simonis (1810–1882) sowie der Architekt Julien-Etienne Rémont (1800–1883). August Chauvin, ein Schüler der Düsseldorfer Malerschule, wurde 1841 an die Akademie berufen. In ihrer Leitung folgte er 1856 Vieillevoye nach, zunächst als Interims-Direktor, zwei Jahre später als Direktor. Unter den belgischen Kunstakademien hatte Lüttich in dieser Zeit eine größere Affinität zu den deutschen Spätnazarenern. Dieser Einfluss dauerte bis zum Aufkommen neuer Strömungen wie dem Symbolismus. Im Direktorat folgte auf Chauvin der Bildhauer Prosper Drion (1822–1906). Unter Drion und anschließend unter Émile Delperée errichtete in den Jahren 1892 bis 1895 der Architekt Joseph Lousberg, ein früherer Schüler der Akademie, ein Akademiegebäude in der Lütticher rue des Anglais. 1904 wurde als Nicht-Lütticher der Post-Impressionist Évariste Carpentier als Direktor berufen.
Ein bekannter Maler der Lütticher Akademie, ab 1884 dort auch Professor und nach dem Tod von Carpentier von 1910 bis 1913 deren Direktor, war der Maler Adrien De Witte.